# Vanard
Vanard ist ein Ort im Quarter (Distrikt) Castries im Westen des Inselstaates St. Lucia in der Karibik. 

## Geographie
Der Ort ist ein Ort im Tal des Roseau River, im Herzen von St. Lucia zwischen Morne D’Or (NW) und Dame De Traversay (S), im Osten schließt sich Sarot und Sand de Feu an, im Westen Morne Ciseaux.

## Klima
Nach dem Köppen-Geiger-System zeichnet sich Vanard durch ein tropisches Klima mit der Kurzbezeichnung Af aus.

## Kultur
Im Ort gibt es die Kirchen Seventh Day Adventist Church "Vanard" und Christian Faith Assembly. 